# Riksdagen 1967
Riksdagen 1967 ägde rum i Stockholm.
Riksdagens kamrar sammanträdde i riksdagshuset den 10 januari 1967. Riksdagsarbetet inleddes ceremoniellt genom riksdagens högtidliga öppnande i rikssalen på Stockholms slott den 11 januari. Första kammarens talman var Erik Boheman (FP), andra kammarens talman var Fridolf Thapper (S). Riksdagen avslutades den 15 december 1967.